# Municipio de Hadley (Carolina del Norte)
El municipio de Hadley (en inglés: Hadley Township) es un municipio ubicado en el  condado de Chatham en el estado estadounidense de Carolina del Norte. En el año 2000 tenía una población de 1.460 habitantes.

## Geografía
El municipio de Hadley se encuentra ubicado en las coordenadas 35°48′19.32″N 79°16′5.27″O / 35.8053667, -79.2681306.